# 水尻自子
水尻 自子（みずしり よりこ、1984年 - ）は、日本の映像作家。青森県十和田市出身、東京都在住。「シリプロ」主宰。

## 来歴
1984年、青森県十和田市生まれ。女子美術大学短期大学部造形学科デザインコース、同大芸術学部デザイン学科を卒業。同大短期大学部専任助手を経て独立。
2009年に『レイナレイナ』（東京MX）で監督デビュー。
2012年、『布団』が第16回文化庁メディア芸術祭アニメーション部門新人賞を受賞。
2013年には『かまくら』が第17回文化庁メディア芸術祭アニメーション部門審査委員会推薦作品に選出され、第64回ベルリン国際映画祭短編コンペティション部門にノミネートされた。
2021年、短編アニメーション作品『不安な体』（英題：Anxious Body）が、第74回カンヌ国際映画祭監督週間のコンペティションに選出されワールドプレミアにて上映される。同作は2022年1月から、生まれ故郷である十和田市の十和田市現代美術館で開催される企画展のために制作された。
2025年には第75回ベルリン国際映画祭に出品した『普通の生活』で銀熊賞審査員賞を受賞している。
身体の一部を主題とした創作活動のきっかけは、自身の「水尻」という名字へのコンプレックスから。美大の卒業制作にて、それまで描きためた尻の作品群を教員に見せたところ、「アニメにでもすれば」という助言を受けてアニメーションの道に進む。現在まで手描きやコマ撮りアニメーションを中心に作品発表を行う。

## 作品収蔵
- 女子美術大学美術館（受賞作品：「Kappo（かっぽ）」（2007年、平成18年度女子美術大学美術館収蔵作品賞）

## 主な受賞歴
2012年
- 2012年度ASK?映画祭大賞（受賞作品：「布団」）
- シュトゥットガルト国際アニメーション映画祭特別賞（受賞作品：「布団」）
- 第11回ファントーシュ国際アニメーション映画祭国際コンペティション部門HIGH RISK賞（受賞作品：「布団」）
- 第14回広島国際アニメーションフェスティバル「木下蓮三賞」（受賞作品：「布団」）
- 第16回文化庁メディア芸術祭アニメーション部門新人賞（受賞作品：「布団」）

2013年
- 第17回文化庁メディア芸術祭アニメーション部門審査委員会推薦作品（受賞作品：「かまくら」）
- 2013年度CUTOUT FEST 最優秀エクスペリメンタル短編作品賞（受賞作品：「かまくら」）

2014年
- 第33回アニマ：ブリュッセル・カートゥーン&アニメーション国際映画祭 グランプリ（受賞作品：「布団」）
- アルスエレクトロニカ・フェスティバル栄誉賞 （受賞作品：「布団」）
- ザグレブ国際アニメーション映画祭審査員特別賞（受賞作品：「布団」）

2015年
- 第65回ベルリン国際映画祭短編コンペティション部門 正式出品（作品：「幕 Maku」）

2021年
- 第74回カンヌ国際映画祭監督週間コンペティション部門 選出（作品：「不安な体」）

2025年
- 第75回ベルリン国際映画祭銀熊賞審査員賞（Silver Bear Jury Prize）[10]（作品：「普通の生活」[12]）